# Roccagorga
Roccagorga é uma comuna italiana da região do Lácio, província de Latina, com cerca de 4.361 habitantes. Estende-se por uma área de 23 km², tendo uma densidade populacional de 190 hab/km². Faz fronteira com Carpineto Romano (RM), Maenza, Priverno, Sezze.

## Demografia
| Variação demográfica do município entre 1861 e 2011                               |
|                                                                                   |
| Fonte: Istituto Nazionale di Statistica (ISTAT) - Elaboração gráfica da Wikipedia |